# 王虎 (サムライスピリッツ)
王虎（ワンフー）は、SNK（SNKプレイモア）の対戦型格闘ゲーム『サムライスピリッツ』シリーズに登場する架空の人物。

## 概要
清帝国出身のとある漢民族帝国の末裔にして豪傑。異民族帝国（清帝国）を倒し、漢民族帝国を復興させるべく「真の漢」を求めて世界中をさまよっている。
『SAMURAI SPIRITS』（以下『初代』と表記）では武器として青龍刀「斬肉大包丁」を使用。無骨な武人といった人柄で、勝利メッセージでもそれがよく表れている。また、本作の同キャラクター対戦時に登場するCPUは、ほとんどのキャラクターでは天草四郎時貞が作り出した偽者という設定なのに対し、王虎の場合は「双子の弟」となっている。CPU側の弟はプレイヤー側の王虎を「兄貴」と呼び、どちらが王位継承に相応しいかを賭けて勝負を挑まれる。エンディングでは彼の帝国が滅びるのではないか、という描写がなされる。
『真SAMURAI SPIRITS 覇王丸地獄変』（以下『真』と表記）では武器を「撲肉大石柱」に変えた。本作では腹が引き締まり、筋肉が浮き出た体型になっている。その一方で言動全般が前作とはうって変わって、対戦相手を「豚クソ」「負け犬」と罵倒するなど血の気が多く、粗暴な口調となっている。「真の漢」が未だ見つからずに苛立ちを募らせていたあるとき、自身を予言者と称する男から、自分の魂と引き換えに世界を掌握できるという宝珠「破王の卵」の存在を語られ、自らの野望のためにこれを求める。
『サムライスピリッツ 天下一剣客伝』（以下『天下一剣客伝』と表記）では武器が柄のついた鉄球「爆肉大鉄球」になり、言動は『初代』のものをベースに少しだけ『真』寄りのものになっている。
『サムライスピリッツ閃』（以下『閃』と表記）では『初代』と同じく斬肉大包丁を武器とする。『閃』での衣装は『天下一剣客伝』までの赤い褌の上に白い腰布を巻きつけたものから白いズボンに変更されている。謎の病に倒れた息子の大虎を救うため、世界一の医師を探して清国を飛び出す。ゴルバと対峙した際には、息子の病は自分の力を欲するゴルバが仕組んだことだと知り、ゴルバとの取引を拒否する。
『SAMURAI SPIRITS (2019)』（以下『2019』と表記）では「盤龍柱」という『真』の撲肉大石柱とは異なる石柱を武器として使用。体型も『真』と同様だが言動は『初代』準拠。衣装は『閃』までの白地のものから派手な模様の腰布に変更している。
RPG『真説サムライスピリッツ 武士道烈伝』（以下『武士道烈伝』と表記）では、青龍刀を持った王虎とは別に、 石柱を持った王虎の双子の兄「王竜（ワンロン）」が登場している。こちらでは兄弟ともに口調は粗暴なものとなっている。『武士道烈伝』の「邪天降臨之章」では京都にて強者を追い求めてプレイヤー一行に勝負を挑むイベントがあり、「妖花慟哭之章」では北京で王竜ともども羅将神ミヅキの配下に操られてプレイヤー一行と闘うことになる。
アニメ『サムライスピリッツ〜破天降魔の章〜』では、原作となる『初代』に準じて気品と威厳のある言動をしており、覇王丸以下6人の聖剣士たちのリーダー役を務めている。

## ステージ
西安 -SEIAN-
『初代』のステージ。寺院の中で、天井には「王権治虎」と書かれた額が飾られている。
西安・威陽寺
『真』のステージ。風景は『初代』とほぼ同一で、やや暗めの配色になっている。

## BGM
王虎
『初代』と『真』のステージBGM。重量感のある曲調。
武神
『2019』のテーマ曲。「王虎」のアレンジで、勇壮だが寂寥感もある曲調。

## 性能
全体的にリーチと威力に優れ、必殺技も比較的バランスに優れている。しかし動きは全体的に鈍く、技の後の隙も大きい。
一部の技に武器を手放してしまうものがあるため、武器なし状態になることが多く、応戦できる技量が必須。
しゃがみ歩きが実装されていることから、相手が技を出していないとしゃがみガードが自動的に後退になる（王虎のしゃがみ歩きはかなり速め）ため、逃げるときはよいが、それ以外だと自然に画面端に追い詰められることになる。また、怒り状態になってもすぐに冷めてしまうのが欠点。
『真』では何もしていない状態で技を喰らうより、何かしらのカウンターで技を喰らったほうがダメージが低くなる場合が多い。
『初代』では、遠距離立ち強斬りと素手限定のAB通常投げ「頭蓋落砕」の高威力により常に一発逆転の可能性を持って戦えるが、『真』以降はこれらの威力も抑えめに調整されている。
『天下一剣客伝』では真スピリッツ時の秘奥義のコマンドが非常に難しいため、剣スピリッツと相性がよい。

## 技の解説
作品によって武器が変更されているため、それに合わせて作品ごとの技名や性能も違っている。

### 必殺技
気功爆転法 / 真気功爆転法
ジャンプして手持ちの武器に炎を纏わせて投げる技。この武器が地面に落ちると爆発を起こすが、自分は素手になってしまう。『初代』のみ前者の技名で、『真』以降は後者の技名。
気功旋風斬 / 気功旋風撃 / 気功旋風突
飛び上がって炎を纏った武器を振り上げる。『初代』では「旋風斬」、『真』では「旋風撃」、『天下一剣客伝」では「旋風突」。
気功大撲殺 / 真気功大撲殺
『真』から使用する。炎を纏った武器を振り回す。『天下一剣客伝』のみ後者の技名になる。
怒髪柱撃 / 怒髪球撃
『真』から使用する。自分の武器に頭を叩きつけて、体力と引き換えに怒りゲージをためる。『真』では前者の技名で、『天下一剣客伝』では後者の技名。
気功大失投 / 気功大爆投
『天下一剣客伝』で追加。「大失投」はそのまま武器を投げるが、「大爆投」は炎を纏った武器を投げる。
気功肉弾砲
『天下一剣客伝』で追加。素手状態でのみ使えるコマンド投げ。

### 超必殺技系
気功大爆天 / 極気功大爆天
『真』では前者の名前で武器破壊技、『天下一剣客伝』では後者の名前で武器飛ばし必殺技。
超気功旋風大撲殺
『天下一剣客伝』の秘奥義。
真気功剛裂破
『2019』での秘奥義。

## キャスト
- 坂井貴行（『初代』）
- 西村寿一[3]（『真』、『閃』）
- 岡崎雅紘（『天下一剣客伝』）
- 堂坂晃三（『SAMURAI SPIRITS (2019)』）
- 玄田哲章（アニメ『サムライスピリッツ〜破天降魔の章〜』）